# Erna Westhelle
Erna Adele Paula (Erna) Herbers, geboren als Erna Westhelle (Amsterdam, 2 mei 1925), is een in Nederland geboren Duits voormalig zwemster.

## Biografie
Westhelle werd geboren in Amsterdam en had een Nederlandse moeder en een Duitse vader. Haar vader werkte bij een Duits bedrijf en Westhelle woonde tot 1945 in het Nederlandse Hilversum. Op haar twaalfde begon ze met zwemmen. Al gauw bleek dat ze talent had. Nadat ze in 1941 tijdens de zwemwedstrijden voor meisjes van de Bund Deutscher Mädel al van zich had laten horen, won ze de jaren daarop vele nationale en internationale wedstrijden. Gedurende haar carrière won ze vijftien Duitse zwemkampioenschappen en zwom ze acht Duitse records. In 1943 werd ze, als lid van Undine Mönchen-Gladbach, Duits kampioen op de 100 meter rugslag. Vanwege deze bijzondere prestatie kreeg ze een boek cadeau van SS-Gruppenführer Karl Maria Demelhuber. Westhelle had zelf ook banden met de SS, aangezien ze in die periode werkzaam was als steno-typiste op het kantoor van de Waffen-SS in Hilversum.
Tijdens de Tweede Wereldoorlog ontmoette ze haar latere echtgenoot, met wie ze in 1945 - eigenlijk tegen haar zin - definitief naar Duitsland verhuisde. Duitse sporters werden in 1948 uitgesloten van deelname aan de Olympische Spelen in Londen, waardoor ook Westhelle niet mee mocht doen. Ze zag tot haar grote verdriet dat de Deense Karen Harup met een olympisch record de 100 meter rugslag won, terwijl Westhelle eerder dat jaar met een snellere tijd voor de tweede maal de Duitse kampioenschappen had gewonnen. Vier jaar later had ze revanche kunnen nemen, toen Duitsland er weer bij mocht zijn. Door de zenuwen, naar verluidt, deed ze het echter niet goed. Ze werd laatste in haar heat, met een tijd die tien seconden boven haar persoonlijk record zat.
Westhelle beëindigde in 1953 haar carrière. Na gewoond te hebben in Hamburg en Hannover verhuisde ze in 1970 met haar gezin naar Hilden, dicht bij de Nederlandse grens.

## Resultaten

### 100 meter rugslag
- 1943:  Duitse kamp.
- 1948:  Duitse kamp.
- 1952: 18e OS - 1.23,1